# Episodi di Teen Titans Go! (serie animata) (ottava stagione)
L'ottava stagione della serie animata Teen Titans Go! composta da 42 episodi, è stata trasmessa negli Stati Uniti da Cartoon Network, dal 7 ottobre 2022 al 30 novembre 2024. In Italia viene trasmessa su Cartoon Network dal 3 luglio 2023.
| nº | Titolo originale                                                          | Titolo italiano                   | Prima TV USA      | Prima TV Italia  |
| -- | ------------------------------------------------------------------------- | --------------------------------- | ----------------- | ---------------- |
| 1  | Welcome to Halloween                                                      | L'avventura di Halloween          | 7 ottobre 2022    | 31 ottobre 2023  |
| 2  | The Great Holiday Escape                                                  | Fuga dal carcere                  | 9 dicembre 2022   | 23 ottobre 2024  |
| 3  | Looking for Love                                                          | Alla ricerca di Amore             | 6 febbraio 2023   | 3 luglio 2023    |
| 4  | Teen Titans Action                                                        | Teen Titans in azione             | 20 febbraio 2023  | 4 luglio 2023    |
| 5  | Teen Titans Action                                                        | Teen Titans in azione             | 20 febbraio 2023  | 5 luglio 2023    |
| 6  | TV Knight 8                                                               | Un'altra serata tv                | 27 febbraio 2023  | 6 luglio 2023    |
| 7  | A Stickier Situation                                                      | Un'altra avventura per Sticky Joe | 6 marzo 2023      | 7 luglio 2023    |
| 8  | Winning a Golf Tournament Is the Solution to All of Life's Money Problems | Il torneo di golf                 | 13 marzo 2023     | 10 luglio 2023   |
| 9  | Always Be Crimefighting                                                   | Il licenziamento                  | 20 marzo 2023     | 11 luglio 2023   |
| 10 | Easter Annihilation                                                       | Pasqua è annullata                | 27 marzo 2023     | 6 novembre 2023  |
| 11 | The Brain of the Family                                                   | Il ritorno di Brian               | 6 maggio 2023     | 12 luglio 2023   |
| 12 | The Brain of the Family                                                   | Il ritorno di Brian               | 6 maggio 2023     | 13 luglio 2023   |
| 13 | Arthur                                                                    | Arthur                            | 13 maggio 2023    | 14 luglio 2023   |
| 14 | Toilet Water                                                              | Un cane viziato                   | 13 maggio 2023    | 7 novembre 2023  |
| 15 | Plot Holes                                                                | Buchi nella trama                 | 20 maggio 2023    | 8 novembre 2023  |
| 16 | Utility Belt                                                              | La cintura multiuso               | 20 maggio 2023    | 9 novembre 2023  |
| 17 | Our House                                                                 | Le tre violazioni                 | 24 luglio 2023    | 10 novembre 2023 |
| 18 | Beard Hunter                                                              | Il predatore di barbe             | 25 luglio 2023    | 13 novembre 2023 |
| 19 | Elasti-Bot                                                                | Elasti-Bot                        | 26 luglio 2023    | 14 novembre 2023 |
| 20 | Negative Feels                                                            | Sentimenti negativi               | 27 luglio 2023    | 15 novembre 2023 |
| 21 | New Chum                                                                  | Un'amicizia estrema               | 28 luglio 2023    | 16 novembre 2023 |
| 22 | Intro                                                                     | La sigla iniziale                 | 23 settembre 2023 | 2 aprile 2024    |
| 23 | Haunted Tank                                                              | Fratelli fantasmi                 | 7 ottobre 2023    | 3 aprile 2024    |
| 24 | Warner Bros. 100th Anniversary                                            | Warner Bros.-100º anniversario    | 14 ottobre 2023   | 4 aprile 2024    |
| 25 | Warner Bros. 100th Anniversary                                            | Warner Bros.-100º anniversario    | 14 ottobre 2023   | 4 aprile 2024    |
| 26 | The Wishbone                                                              | L'osso dei desideri               | 18 novembre 2023  | 17 novembre 2023 |
| 27 | Christmas Magic                                                           | L'albero di Natale                | 2 dicembre 2023   |                  |
| 28 | Ship                                                                      | Missione spaziale                 | 2 marzo 2024      | 9 aprile 2024    |
| 29 | Catpin Freak                                                              | Il nuovo capitano                 | 9 marzo 2024      | 10 aprile 2024   |
| 30 | 50% Crew                                                                  | L'equipaggio dimezzato            | 16 marzo 2024     | 11 aprile 2024   |
| 31 | Five Bucks                                                                | 5 dollari                         | 23 marzo 2024     | 12 aprile 2024   |
| 32 | Wild Card                                                                 | La corona di fuoco                | 30 marzo 2024     | 13 aprile 2024   |
| 33 | Azarath! Metrion! Bookstore!                                              | Azarath! Metrion! Libreria!       | 5 ottobre 2024    | 25 novembre 2024 |
| 34 | The Greatest Azarathian Face Off                                          | La grande sfida                   | 12 ottobre 2024   | 26 novembre 2024 |
| 35 | Bookyman                                                                  | Il libro-mostro                   | 19 ottobre 2024   | 11 aprile 2024   |
| 36 | Unleashed                                                                 | Un pianeta particolare            | 26 ottobre 2024   | 11 aprile 2024   |
| 37 | Original Idea                                                             | L'isola dei libri                 | 2 novembre 2024   | 11 aprile 2024   |
| 38 | Attention to Detail                                                       | Attenzione ai dettagli            | 9 novembre 2024   | 6 aprile 2024    |
| 39 | The Ranch                                                                 | I nuovi uffici                    | 16 novembre 2024  | 7 aprile 2024    |
| 40 | TV Knight 9                                                               | La TV di scorta                   | 23 novembre 2024  | 8 aprile 2024    |
| 41 | Four Hundred                                                              | I Teen Titans contro Superman     | 30 novembre 2024  | 18 aprile 2025   |
| 42 | Four Hundred                                                              | I Teen Titans contro Superman     | 30 novembre 2024  | 18 aprile 2025   |

## L'avventura di Halloween
- Mentre i Titans e Pepo, il Pupazzo di Zucca, continuano il loro viaggio, i nostri eroi si ritrovano al Polo Nord. Qui, cercano riparo dal freddo all'interno di un castello, dove incontrano Krampus.